# Roberto Mancini
Roberto Mancini, född 27 november 1964 i Jesi, Ancona, är en italiensk fotbollstränare och före detta fotbollsspelare. Sedan 2023 är han förbundskapten för Saudiarabien.

## Karriär som spelare
Mancini gjorde debut i Serie A redan som sextonåring 1981 för Bologna FC och gjorde hela nio mål i sin debutsäsong. Året efter gick han till UC Sampdoria där han spelade hela femton säsonger (424 matcher och 132 mål). Tillsammans med Gianluca Vialli bildade han ett fruktat anfallspar. I Sampdoria vann Mancini ett ligamästerskap år 1991, fyra Coppa Italia (1985, 1988, 1989 och 1994), en Supercoppa italiana och också Cupvinnarcupen 1990. Året efter var han också med om att förlora Champions League-finalen mot Barcelona.
År 1997 gick han till Lazio där han spelade fram till 2000. Under denna period vann han ligan igen (2000), en gång till Cupvinnarcupen 1999, en Uefa Super Cup, två Coppa Italia (1998, 2000) och två Italienska supercuper. Han avslutade sin aktiva karriär med ett år i Leicester City säsongen 2000/2001.
Mancini spelade också 36 landskamper för det italienska landslaget i perioden 1984-1994. Han var både med i truppen för EM 1988 och VM 1990 och var också målgörare i en av matcherna 1988. Av olika anledningar så lyckades aldrig Mancini etablera sig i det italienska landslaget utan förblev en ganska marginell spelare.

## Tränarkarriär
Mancini började som andratränare i Lazio under Sven-Göran Eriksson som han haft som tränare både i Sampdoria och i Lazio. Han gick emellertid över till Fiorentina år 2001 där han vann en Coppa Italia. Sommaren 2004 gick han till Inter där han vann två Coppa Italia och - under hösten 2006 och våren 2007 - slog rekordet i antal segrar efter varandra i Serie A med 17 segrar. Året innan hade Roma vunnit 11 matcher i rad. Rekordet, innan det, var 8 segrar och innehades av legendariska tränare som Helenio Herrera och Giovanni Trapattoni. Mancini vann också ligan retroaktivt säsongen 2005/2006 efter den så kallade Serie A-skandalen 2006. Den 29 maj 2008 fick Mancini sparken från sin post som Inters tränare. Före detta Chelsea-tränaren José Mourinho tog över posten.

### Manchester City
Mancini blev presenterad som ny manager för engelska Manchester City i Premier League den 19 december 2009 efter att Manchester City meddelat att man har sparkat Mark Hughes. Den 13 maj 2012 ledde han Manchester City till den första ligatiteln på 44 år. Vid full tid hemma mot Queens Park Rangers i den sista omgången låg de under med 1-2, men via två mål av Edin Džeko och Sergio Agüero på tilläggstid säkrades titeln. Precis ett år senare meddelade Manchester Citys styrelse via den officiella hemsidan att Mancini sparkas med omedelbar verkan, efter att ha förlorat FA Cup-finalen mot Wigan Athletic FC på Wembley Stadium den 11 maj 2013 och därmed bara lyckats ta FA Community Shield-titeln under säsongen.

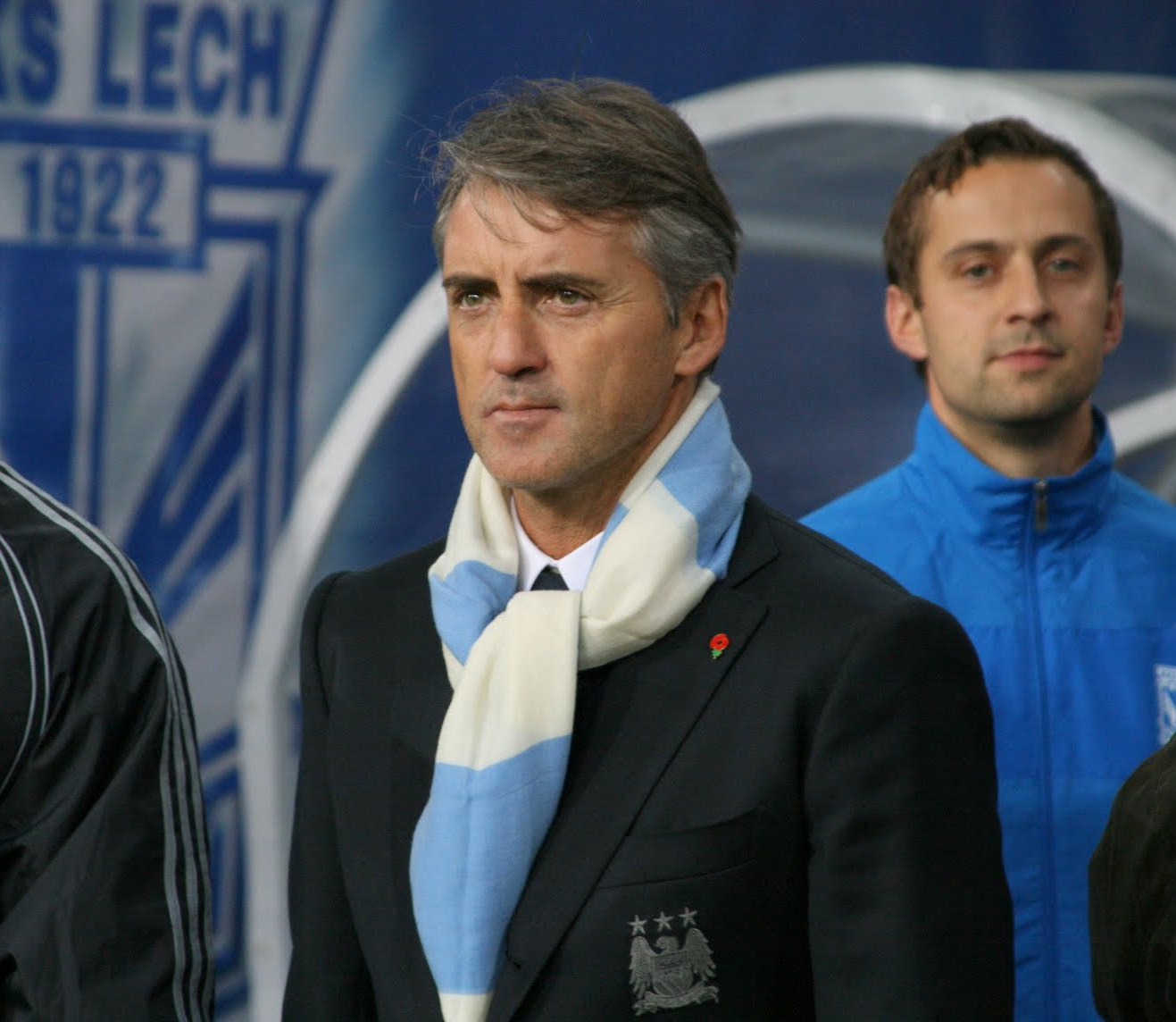
Mancini i Manchester City, 2010

### EM 2020
Under EM 2020 och i matchen mot Wales bytte förbundskaptenen Mancini ut åtta spelare i startelvan men trots rockaden vann Italien med 1-0.
Roberto Mancini överraskade också med ett sent byte i den 89:e minuten. Förbundskaptenen valde att byta ut målvakten Gianluigi Donnarumma och sätta in Salvatore Sirigu på hans plats inför förvånade åskådare.
Mancini förklarade senare att när han själv var uttagen till VM 1990 som spelare fick han inte spela en enda minut och han har tidigare kallat det för sitt livs största besvikelse.
Guardian- och ESPN-journalisten Nicky Bandini beskrev hur Mancini påverkades av sin upplevelse från VM 1990.
”Hans tillvägagångssätt med den här truppen speglar sig i det han själv grämde sig över som fotbollsspelare. Han kom med till VM 1990 och spelade inte. Han säger att det fortfarande är hans största besvikelse att han aldrig fick spela”, skrev Bandini på Twitter.
Mancini ledde Italien till seger i turneringen efter vinst mot England på straffar i finalen. Han var klädd i en grå kostym från Armani.

## Meriter
- EM i Fotboll: 1988, 2021 (guld) (som tränare)
- Semifinal 1988 samt 1 mål/4 matcher
- VM i Fotboll: 1990
- Brons 1990 (Inga matcher)
- Serie a 2006/2007, 2007/2008, 2008/2009 (som tränare)
- Premier League 2011/2012 (som tränare)

## Övrigt
Mancini har vunnit Coppa Italia 10 gånger (4 som tränare och 6 som spelare) något som är ett rekord i Italien. Han har också vunnit Supercoppa italiana 4 gånger, två vinster i Cupvinnarcupen och Uefa Super Cup en gång. Som tränare har han också vunnit FA-cupen 2011.